# Маунтс-Иглит — Бако
Маунтс-Иглит — Бако (илок. Nailian a Parke ti Banbantay Iglit-Baco) — один из 35 национальных парков Филиппин. Имея площадь 754,55 км², является крупнейшим национальным парком страны. В 2003 году внесён в список наследия АСЕАН, номинант на включение во Всемирное наследие.

## Описание
Национальный парк Маунтс-Иглит — Бако был основан 9 ноября 1970 года Республиканским актом № 6148 и управляется, как и все остальные национальные парки страны, Департаментом окружающей среды и природных ресурсов Филиппин.
Парк занимает площадь 754,55 км² и является крупнейшим национальным парком страны.
Расположен в провинции Западный Миндоро и, небольшой частью, в провинции Восточный Миндоро на острове Миндоро. Юридически разделён между муниципалитетами Саблаян, Калинтаан, Рисал, Сан-Хосе, Бонгабонг и Мансалай.
«Сердцем» парка являются, как явствует из названия, горы Иглит (2364 м) и Бако (2488 м). Вообще, почти весь парк представляет собой горы, холмы, плато; через парк протекает несколько рек, крупнейшие из которых — Ламинтао и Анахавин. На территории парка проживают три народа этнической группы мангиан: батангас-тагалог, хануну’о и банган.

### Фауна и флора
Из фауны парка несомненно можно выделить буйвола тамарау, который встречается только в отдельных частях острова Миндоро и находится под угрозой полного исчезновения. По данным на 2012 год в парке обитало 327 тамарау (274 животных в 2011 году).
Из других животных парка можно отметить крысу Anonymomys mindorensis, летучую мышь Styloctenium mindorensis, оленя филиппинский замбар, диких свиней. Водятся птицы Ducula mindorensis, Otus mindorensis, Centropus steerii, Dicaeum retrocinctum.
Из флоры в парке преобладают диптерокарповые леса, имеется роща Albizia saman площадью 367 гектар, вдоль рек встречаются заросли казуарины хвощевидной. Для аборигенов, проживающих в парке, ценность представляют растущие здесь Afzelia rhomboidea, Agathis philippinensis, хурма разноцветная, стронгилодон крупнокистевой.